# Ma vie (nouvelle)
Pour les articles homonymes, voir Ma vie (homonymie).
Ma vie sous-titre Récit d’un provincial est une nouvelle d’Anton Tchekhov (en russe : Moïa jizn).

## Historique
Ma vie est initialement publiée dans le complément littéraire de la revue russe Niva, numéros 10, 11 et 12 en octobre 1896.

## Résumé
Missaïl Polzoniov vient de se faire licencier de son poste. C’est la septième fois. Il voudrait faire un travail physique, mais son père veut qu’il continue la glorieuse lignée intellectuelle de la famille.
Son temps libre, Polzoniov l’occupe à être bénévole dans un théâtre d’amateur. Il aide à la confection des décors et autres tâches non visibles du public.
Une amie de sa sœur Cléopâtre, Anna Blagovo, lui donne une recommandation pour une place dans les chemins de fer. Il est embauché comme télégraphiste à la gare de Doubétchnia, située à dix sept verstes de la ville. En effet, les ingénieurs du chemin de fer réclamaient un pot de vin de cinquante mille rouble pour faire la gare en ville…
Polzoniov s’ennuie et il est affamé. Aussi, quand le directeur de la ligne lui annonce qu’il sera licencié dans deux semaines, il part immédiatement faire le peintre en bâtiment chez son ami Redka. Il a l’impression de revivre. Il est libre, n’habite plus chez son père. En outre, il est apprécié par les peintres.
Puis vient le temps des désillusions : la paie qui tarde à venir, les vols entre ouvriers, l’injustice de ceux qui ont un peu ou beaucoup de pouvoir. Deux personnes s’intéressent à lui et le défendent contre les bien-pensants de la ville, le Docteur Blagovo et Maria Doljikov. À leur contact, il sent qu’il a besoin d’apprendre plus.
La conduite de Polzoniov inquiète pourtant les autorités. Il est convoqué chez le gouverneur. Sa conduite risque de tenter d’autres personnes. Il doit changer d’attitude ou partir.
Maria passe de plus en plus de temps avec lui et tous deux partent s’installer à côté de la gare de Doubétchnia et se marient. Ils sont tous les deux partisans de la « marche vers le peuple » du mouvement des populistes, sorte d’utopie qui va se fracasser sur l’ignorance des paysans, les vols, l’alcoolisme. Maria ne le supporte plus, le quitte et part pour Saint Pétersbourg.
Cléopâtre est enceinte de Blagovo, la sœur et le frère habitent ensemble en attendant l’enfant, Cléopâtre est malade, Blégovo l’abandonne, Polzoniov reçoit une lettre de Maria lui demandant le divorce.
Quelques années plus tard Polzoniov est devenu entrepreneur. Il a recueilli sa nièce et, le dimanche, ils vont sur la tombe de Cléopâtre.

## Personnages
- Missaïl Polzoniov, aussi surnommé «petit profit» vingt cinq ans, le narrateur.
- Maria Doljikov, vingt cinq ans, fille de l’ingénieur Doljikov.
- Cléopâtre Polzoniov, vingt-six ans, la sœur du narrateur.
- Ivan Tchéprakov, camarade de lycée du narrateur, travaille à la compagnie de Chemin de fer
- Anna Blagovo, fille du vice-président du tribunal, a aidé Polzoniov à obtenir la place au chemin de fer.
- Docteur Blagovo, frère d’Anna, marié, trois enfants,
- Doljikov, voisin d’en face, ingénieur, directeur de la ligne de chemin de fer.
- Redka, surnommé « Redka »[2] » Andréï Ivanitch, la cinquantaine, entrepreneur de peinture.

## Extraits
- Il appelait notre mariage et notre vie une comédie, disait que c’était un caprice, un amusement d’enfant gâté.
- L’ingénieur Doljikov au narrateur « Vous êtes bizarre ! Vous n’êtes pas normal ! Je ne veux pas faire le prophète mais vous finirez mal !
- Maria en parlant des paysans	« Que voulez vous attendre de ces gens-là »
- Maria sembla être sorti d’un rêve et s’étonner maintenant qu’elle, une femme si intelligente, si cultivée, si propre, ait pu tomber dans ce pitoyable trou de province, au milieu de gens mesquins…et d’avoir été ma femme pendant plus de six mois.

## Édition française
- Ma vie, traduit par Édouard Parayre, révision de Lily Dennis, Bibliothèque de la Pléiade, éditions Gallimard, 1971  (ISBN 2 07 0106 28 4).